# Обмен телами (фильм)
«Обмен телами» (англ. Xchange) — фантастический триллер 2000 года режиссёра Аллана Мойла. В главных ролях снялись Стивен Болдуин, Кайл Маклахлен и Ким Коутс.
Тэглайн: «Вне времени. Вне тела».

## Сюжет
Действие разворачивается в недалёком будущем, где корпорация XChange позволяет бизнесменам путешествовать мгновенно посредством обмена телами. Но молодой бизнесмен Стюарт Тоффлер узнаёт, что не всё чисто в его совершенном мире, когда во время рутинного обмена телами его родное тело похищает наёмный убийца, а сам он оказывается под угрозой остаться без тела.

## В ролях
| Актёр               | Роль               |
| ------------------- | ------------------ |
| Стивен Болдуин      | Клон 1 / Тоффлер 3 |
| Паскаль Бюссьер     | Мадлен Ренар       |
| Ким Коутс           | Тоффлер / Фиск 2   |
| Кайл Маклахлен      | Фиск / Тоффлер 2   |
| Том Рэк             | мистер Файнерман   |
| Джанет Киддер       | Элисон де Уэй      |
| Чарльз Эдвин Пауэлл | Куэйл Скотт        |

## Восприятие
Фильм был прохладно встречен как зрителями, так и кинокритиками. На сайте Rotten Tomatoes он получил нулевой рейтинг «свежести» на основе пяти негативных рецензий со средней оценкой 4 из 10. Российский журнал «Мир фантастики» назвал его «обыкновенным низкобюджетным экшеном», который, имея довольно интересную тему, не использовал свой потенциал.